# Četveroglavi bedreni mišić

Četveroglavi bedreni mišić (lat. musculus quadriceps femoris) je mišić prednje strane natkoljenice. Mišić inervira lat. nervus femoralis. Mišić se sastoji od četiri mišićne glave:
- musculus rectus femoris
- musculus vastus medialis
- musculus vastus lateralis
- musculus vastus intermedius

Mišićne glave spajaju se u zajedničku tetivu lat. ligamentum patellae. Unutar zajedničke tetive nalazi se kost, iver (lat. patella).

## Polazište i hvatište
Mišić polazi s četiri glave i to s medijalne (vastus medialis) i lateralne (vastus lateralis) strane, te s prednje ploštine (vastus intermedius) bedrene kosti.  Musculus rectus femoris polazi sa zdjelične kosti (točnije, s dvije tetive, prva sa spine ilijake anterior inferior, a druga s acetabuluma).
Mišićne niti svih glava spajaju se u zajedničku tetivu koja se hvata na goljeničnu kost (točnije lat. tuberositas tibiae).